# Payo de Ojeda
Payo de Ojeda – gmina w Hiszpanii, w prowincji Palencia, w Kastylii i León, o powierzchni 19,28 km². W 2011 roku gmina liczyła 70 mieszkańców.